# Jean-Hubert Debrousse

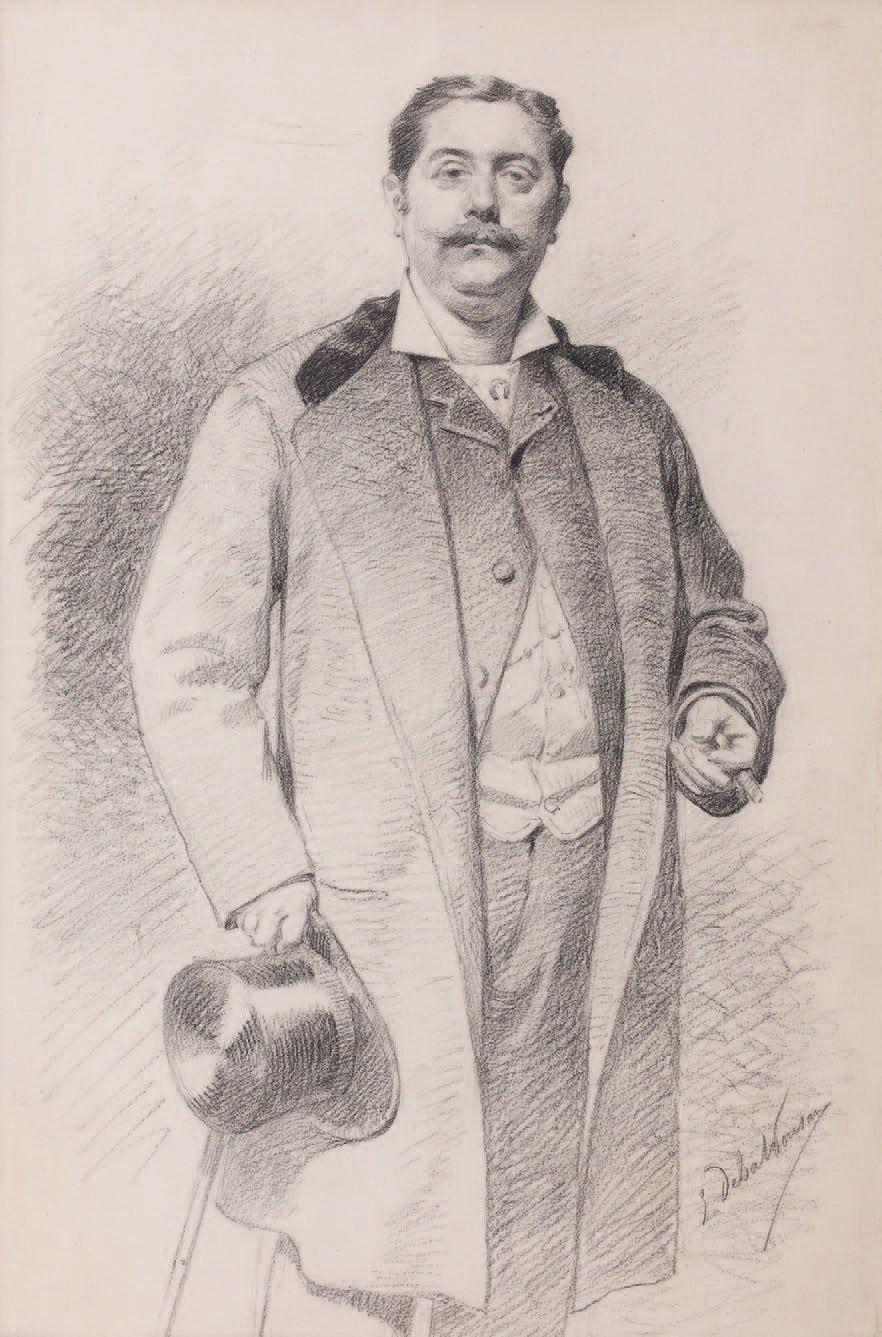
Édouard Debat-Ponsan: Portrait de Monsieur Hubert Debrousse, Zeichnung zu einem Salongemälde von 1882

Jean-Hubert Debrousse, auch Jean Debrousse oder Hubert Debrousse (geboren am 26. Juli 1844 in La Teste-de-Buch; gestorben am 4. November 1899 in La Chapelle-Rablais), war ein französischer Unternehmer, Zeitungsredakteur, Politiker, Kunstsammler und Philanthrop.

## Leben

### Familie und Jugend
Jean Debrousse kam 1844 als Sohn von François-Hubert Debrousse (1817–1878) und seiner Frau Marie-Félicie, geborene Dessans, (1826–1913) in La Teste-de-Buch zur Welt. Von seinen Eltern und Freunden wurde er Hubert genannt. Der Vater war zunächst Steinmetz und Bauingenieur und erlangte während des Zweiten Kaiserreichs als Bauunternehmer ein Vermögen durch öffentliche Aufträge. Seine Halbschwester Marie-Catherine Debrousse (1841–1883) stammte aus der ersten Ehe des Vaters mit Catherine Dessans. Die Halbschwester heiratete 1861 Baron Arthur Alquier (1827–1871).
Debrousse besuchte zunächst das Lycée Saint-Louis in Paris und anschließend zwei Jahre ein Internat. Während der Schulzeit galt er als wenig strebsam. Als junger Mann verschuldete er sich und drängte seinen Vater vergeblich, ihn in dessen Unternehmen einzubeziehen. Im Juni 1864, als Debrousse noch minderjährig war, hatte er eine Affäre mit der Halbweltdame Charlotte Berthier (eigentlich Marie-Héloïse-Françoise Court), der er Geld und kostspielige Geschenke machte. Sein Vater verklagte daraufhin Charlotte Berthier wegen Missbrauchs eines Minderjährigen. Über den nun öffentlichen Fall amüsierte sich Henri Rochefort in der Zeitung Le Figaro.

### Wirken als Unternehmer
1870 trat Jean-Hubert Debrousse zusammen mit seinem Schwager Baron Alquier und Ernest Baroche dem Vorstand der Bahngesellschaft Compagnie des chemins de fer de Picardie et des Flandres bei. 1878 wurde er Präsident der Gesellschaft. Darüber hinaus wurde er 1874 zusammen mit seinem Vater Mitglied im Vorstand der Compagnie franco-algérienne. Die Gesellschaft unterhielt Bahnstrecken in Algerien. Im Deutsch-Französischen Krieg nahm Debrousse aktiv als Kavallerist unter der Führung von Léon Franchetti teil. Später wirkte Debrousse als Präsident der von seinem Vater begründeten Société des mines de Malfidano, eine Gesellschaft, die eine Bleimine auf Sardinien betrieb.

### Ressortleitung Politik der ZeitungLa Presse
Der Vater übertrug Jean-Hubert Debrousse im April 1875 die Ressortleitung Politik der Zeitung La Presse, die er rund zwei Jahre zuvor erworben hatte. Der Sohn veränderte umgehend die politische Ausrichtung der Zeitung. Statt der bisherigen Zuwendung zum Monarchismus, positionierte sich La Presse als Unterstützerin der Republik. Zusätzlich zu der in der Zeitung veröffentlichten neuen programmatischen Richtung, manifestierte sich diese inhaltliche Umkehrung mit der Ersetzung des bisherigen Chefredakteurs Marius Topin durch den vormaligen republikanischen Präfekten Justin Massicault.
Danach stritt sich Debrousse erbittert mit Albert Wolff vom Figaro, der ihn als „Amateur“ bezeichnete, „dem der Papa eine Zeitung kaufte, um ihn zu unterhalten, wie andere Väter ihrem Kind ein mechanisches Stofftier kaufen“. Der Konflikt mit dem Figaro wurde später wiederbelebt, als in La Presse vom 1. Juli 1875 ein Artikel mit einer Jugendanekdote des Karikaturisten Cham erschien, die inhaltlich zuvor bereits am 28. Juni im Figaro veröffentlicht wurde, ohne das La Presse den Figaro und dessen Herausgeber Hippolyte de Villemessant benannt hätte. Die sehr heftige Kontroverse führte zu einem Duell zwischen Jules Rosati, Redaktionssekretär von La Presse, und Antonin Périvier vom Figaro. Hinzu kam die Veröffentlichung von offenen Briefen zwischen Debrousse und Villemessant, der seine Leser an die Einzelheiten des Prozesses um die Jugendaffäre mit Charlotte Berthier erinnerte.
Nach Meinungsverschiedenheit mit Débrousse trat am 27. September 1875 Massicault als Chefredakteur von La Presse zurück. Zudem verließ Henri Brisson die Redaktion. Diesen Abgängen folgte Topins Rückkehr als Chefredakteur. Hintergrund hierzu waren Vorwürfe von Debrousse gegenüber Massicault, er sei Anhänger des Antiklerikalismus und sozialistischer Überzeugungen. Mit dieser personellen Neuausrichtung bekräftigen Debrousse und La Presse ihre politische Mitte-links-Verortung und ihre Opposition gegen die Buffet-Regierung.
Nach dem Tod seines Vaters wurde Debrousse Eigentümer von La Presse. Er verkaufte La Presse im Sommer 1879 an den belgischen Finanzier Simon Philippart.

### Politisches Engagement

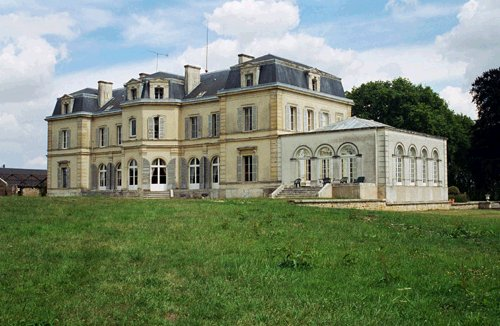
Das Château des Moyeux in La Chapelle-Rablais

Jean-Hubert Debrousse kandidierte bei den Parlamentswahlen 1876 als Abgeordneter für das Arrondissement Provins. Er wurde hierzu von Antoine-Léonce Guyot-Montpayroux ermutigt und von Horace de Choiseul-Praslin und Amable Ricard unterstützt. Er trat dabei als gemäßigter Politiker mit einer Mitte-Links-Positionierung auf. Abgeordneter für Provins war bis dahin Paul-Gabriel d’Haussonville, der zu den Orléanisten gehörte. Im ersten Wahlgang erhielt Debrousse 12,7 Prozent der Stimmen, noch vor dem bonapartistischen Kandidaten General Louis Gaspard Gustave Adolphe Yvelin de Béville mit 12 Prozent der Stimmen. Führend waren hingegen d’Haussonville mit 31,7 Prozent und noch davor Louis Sallard von der Union républicaine mit 43 Prozent der Stimmen. Daraufhin zog Debrousse seine Kandidatur zu Gunsten von Sallard zurück, der schließlich die Wahl im zweiten Durchgang gewann. Während des Wahlkampfes wurde Debrousse von der Zeitung Le Nouvelliste de Seine-et-Marne, die den Kandidaten d’Haussonville unterstützte, heftig angegriffen. Der Leiter der Zeitung, Pierre-Alexandre Lebrun, griff dabei erneut die Vorwürfe gegen den jungen Debrousse von 1865 auf. Debousse erstattete daraufhin gegen Lebrun Anzeige wegen Verleumdung. Einige Monate später wurde Lebrun entsprechend verurteilt.
Am 8. Oktober 1876 wurde Debrousse zum Bürgermeister von La Chapelle-Rablais gewählt, wo sich sein Landsitz Château des Moyeux befindet. 1877 forderte eine Gruppe von Wählern aus dem Arrondissement Provins Debousse auf, erneut für das Parlament zu kandidieren. Debousse lehnte das Angebot jedoch ab und verzichtete erneut zu Gunsten von Sallard. Debrousse und sein Vater beteiligten sich hingegen an der Finanzierung des republikanischen Wahlkampfs und zahlten 50.000 Franc an das Komitee der politischen Linken (Comité des gauches).

### Kunstsammlung
Als Kunstliebhaber sammelte Debrousse insbesondere die Werke der Maler Ferdinand Roybet, Eugène Boudin, Paul-Désiré Trouillebert, François Martin-Kavel und Euphémie Muraton. Vor allem schätzte er Augustin Théodule Ribot, von dem er mehr als vierzig Gemälde und Aquarelle besaß und den er als Mäzen unterstützte. Debrousse sammelte auch Gemälde von Giovan Battista Moroni (Porträt Marco Antonio Savelli), Francisco de Goya (Junge Frau mit Mantilla), Édouard Manet (Der Wassertrinker, Der Künstler), Honoré Daumier (Bei der Anhörung, Die Anwälte) und von Gustave Courbet (Porträt Pierre-Joeph Proudhon, Frau mit Katze, Der Wald, Winter).

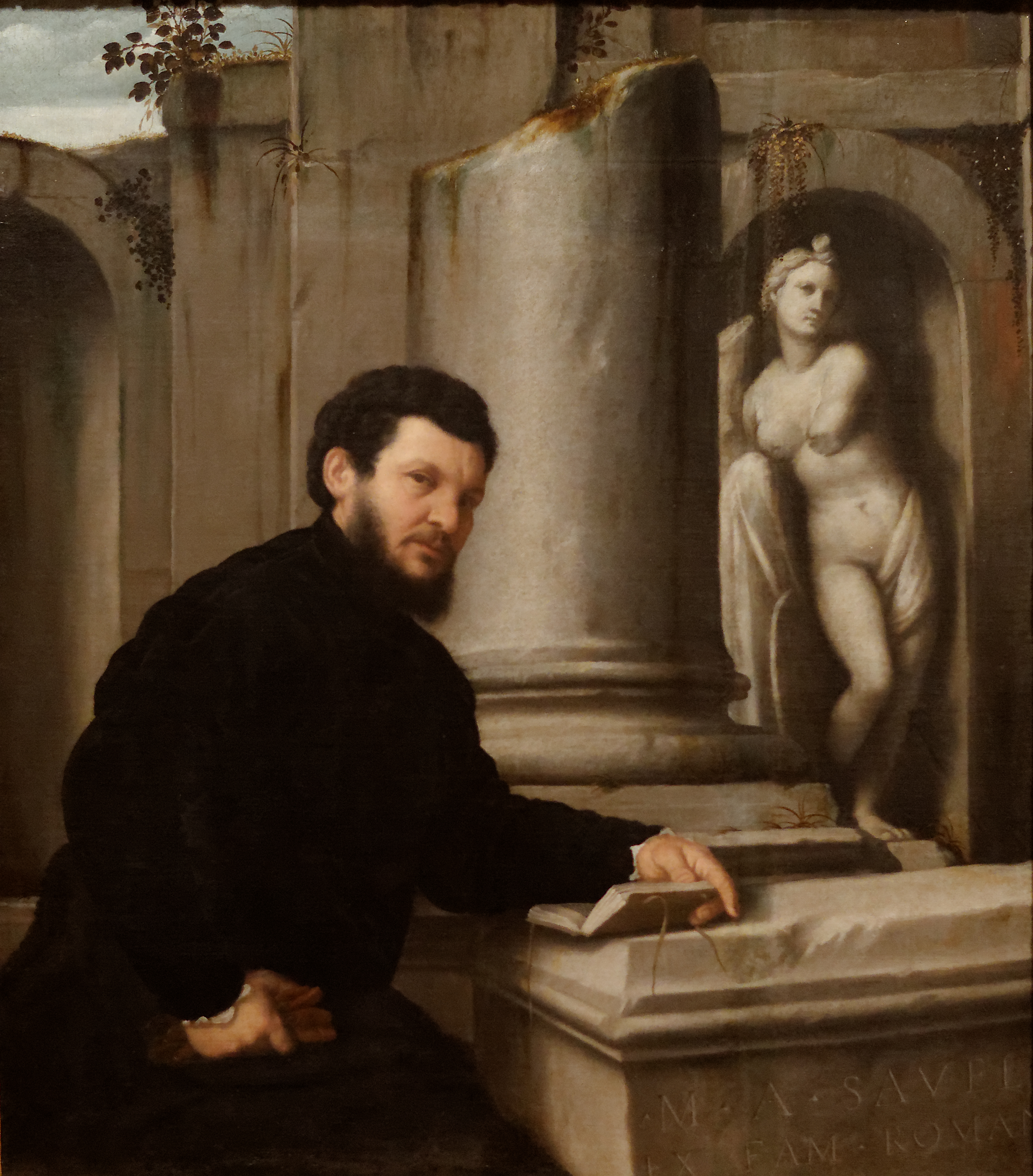
Giovanni Battista Moroni: Porträt Marco Antonio Savelli
Francisco de Goya: Junge Frau mit Mantilla
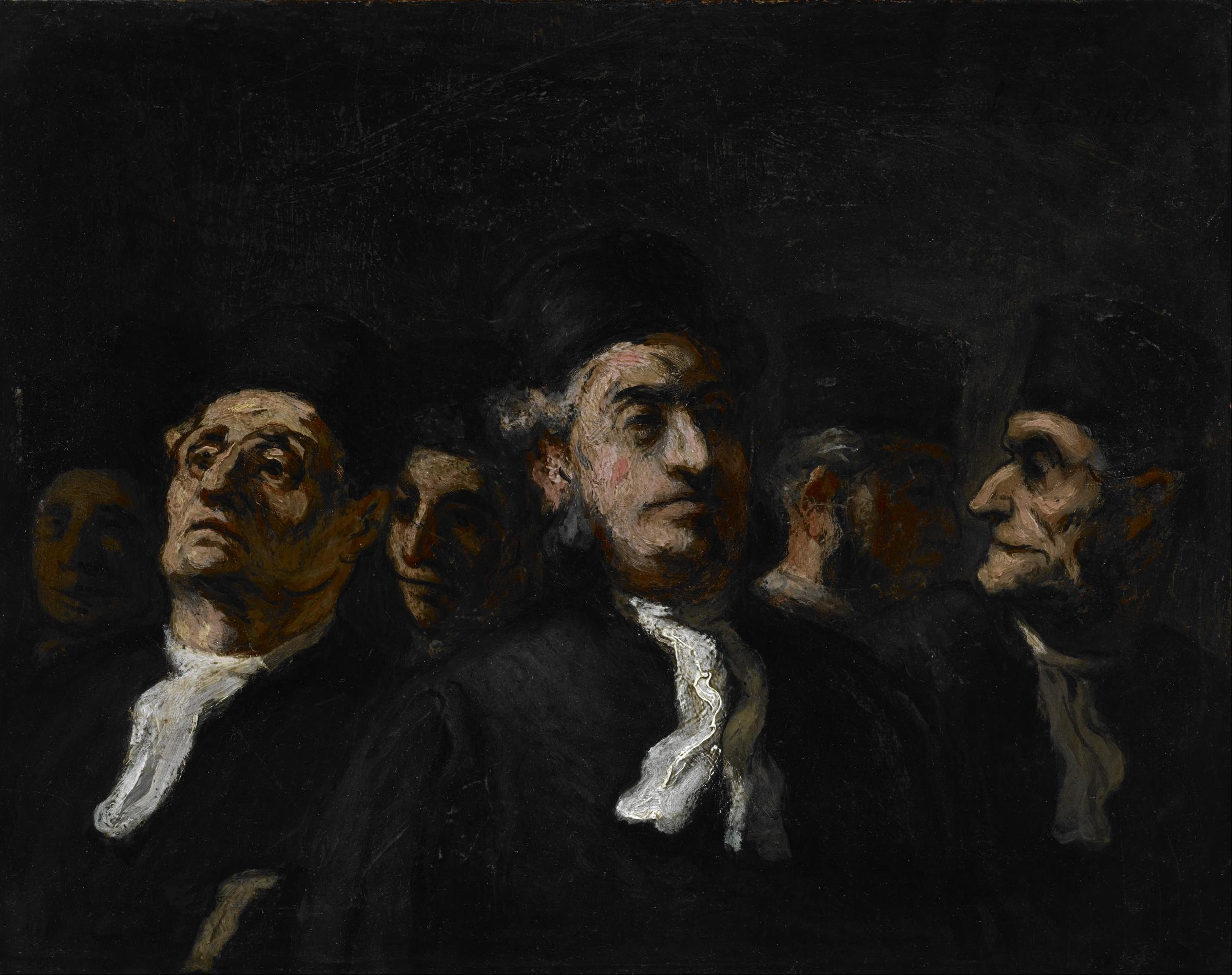
Honoré Daumier: Bei der Anhörung
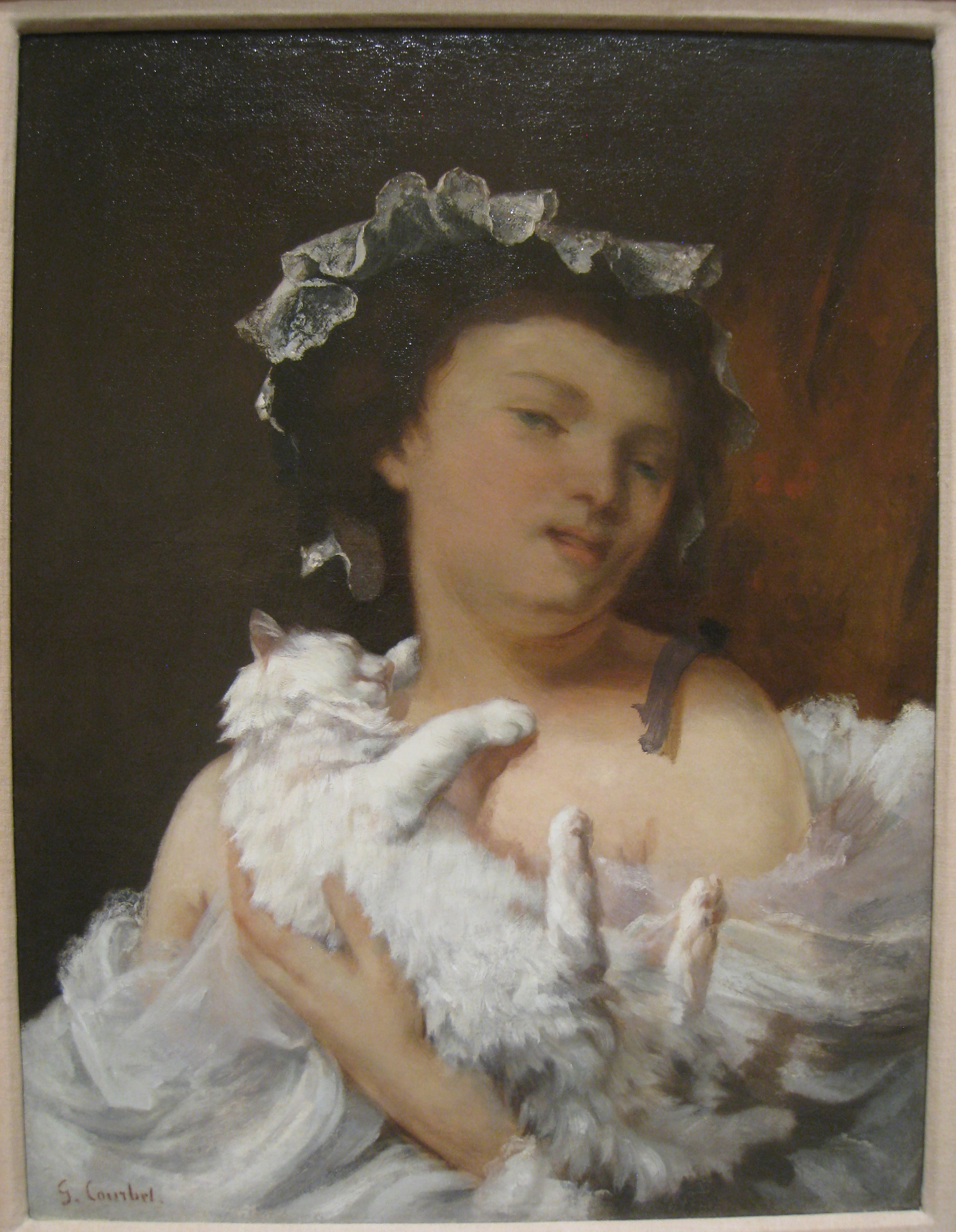
Gustave Courbet: Frau mit Katze
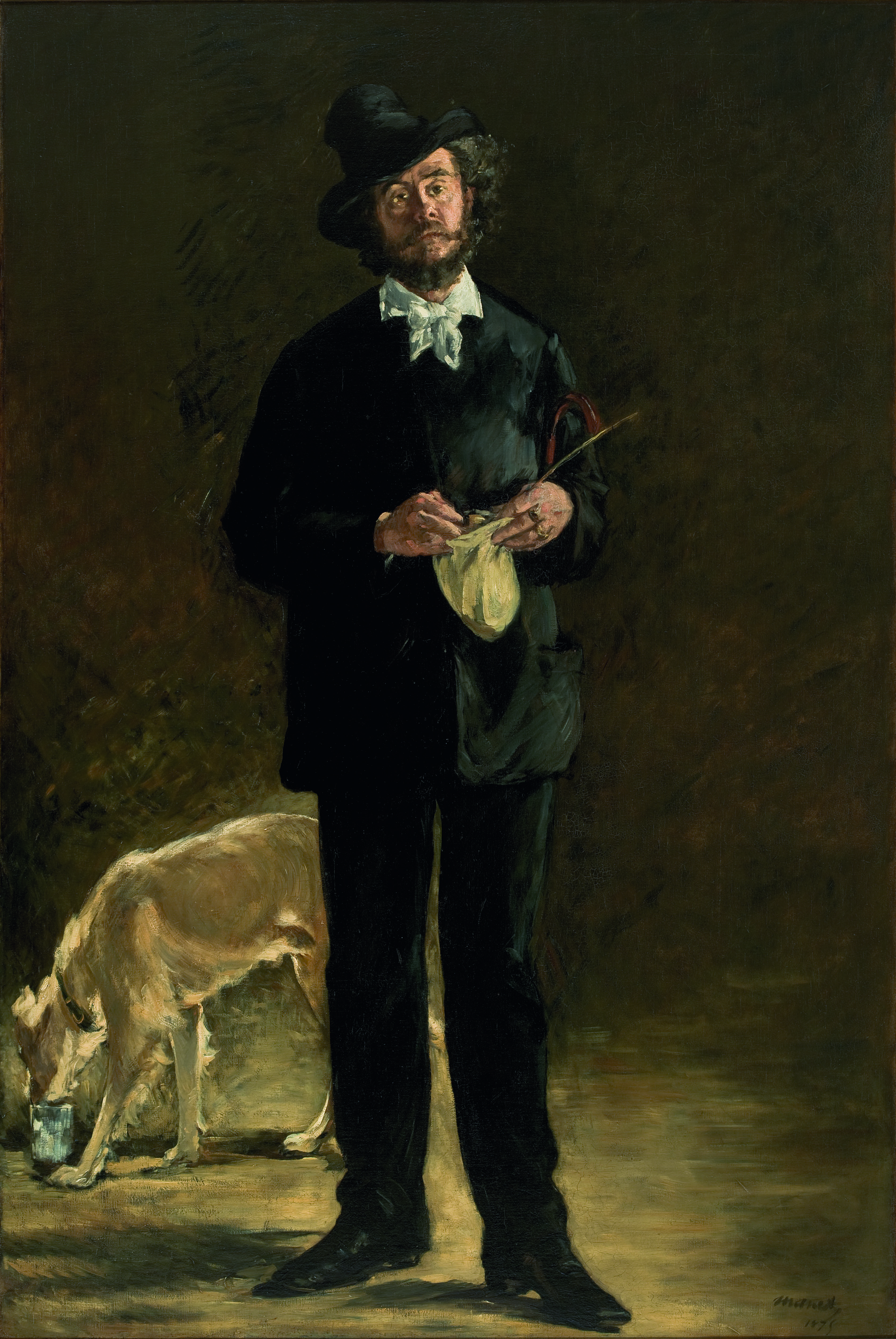
Édouard Manet: Der Künstler
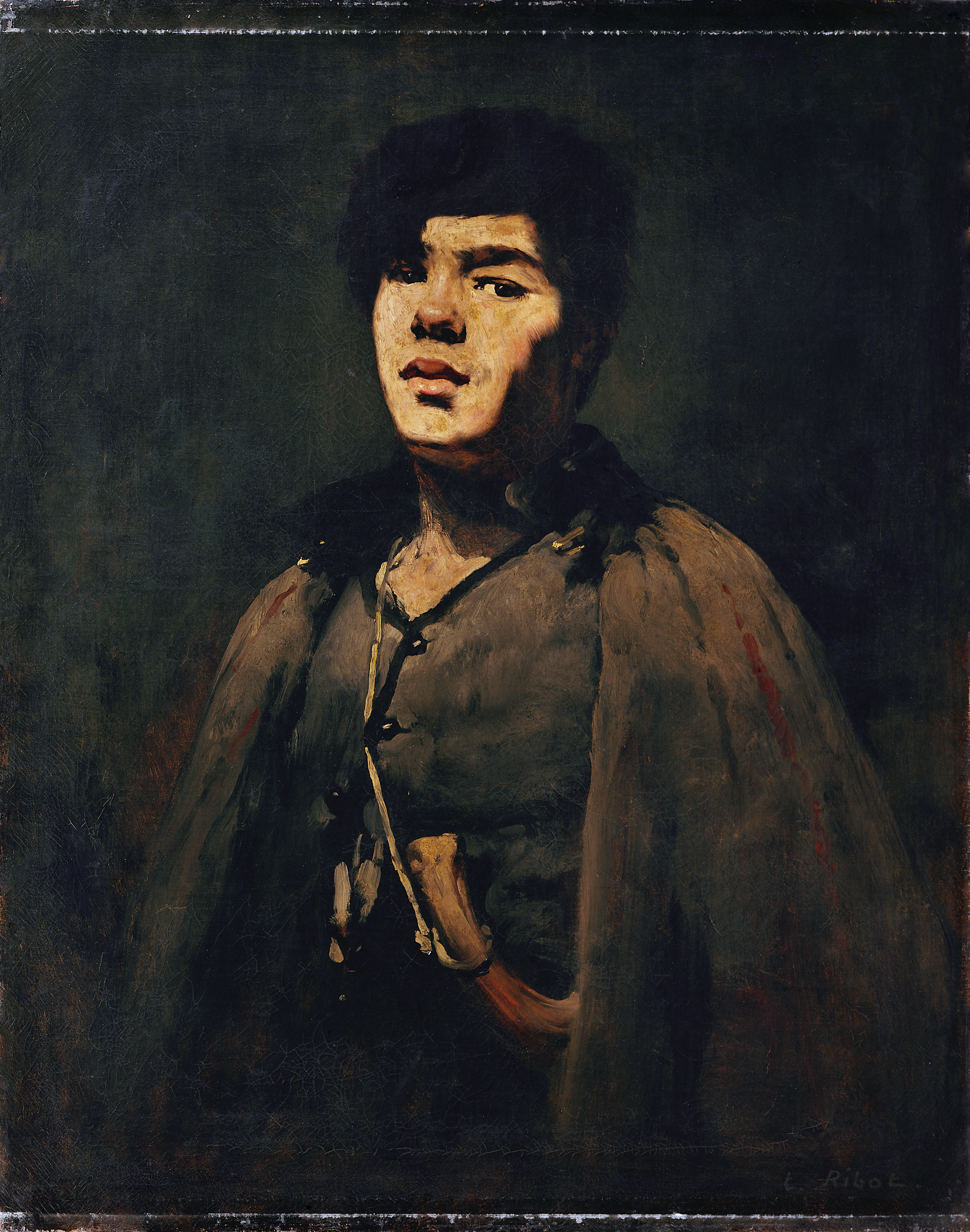
Augustin Théodule Ribot: Junger Hirte

### Tod und Vermächtnis
Debrousse starb 1899 auf seinem Landsitz Château des Moyeux. Der Trauerfeier fand am 11. November 1899 in Paris in der alten Kirche Saint-Honoré-d’Eylau statt. Die Beerdigung folgte wenige Tage später in der Familiengruft von La Teste-de-Buch. Später wurde das Familiengrab auf den Friedhof von Arcachon umgebettet.
In seinem Testament vom 2. Juli 1899 setzte Debrousse, der keine Kinder hatte, den Krankenhausverbund Assistance publique – Hôpitaux de Paris als Haupterben ein. Er vererbte der Organisation rund 13 Millionen Franc. Zuvor hatte bereits seine Halbschwester Baronin Alquier derselben Institution mehr als fünf Millionen Franc vermacht, um ein Krankenhaus für mittellose alte Menschen zu gründen. Da Debrousse von der Baronin Alquier enterbt worden war, hatte er zuerst dieses Vermächtnis angefochten, erkannte aber schließlich die Sinnhaftigkeit dieser Stiftung an. Das von der Baronin Alquier gestiftete Krankenhaus entstand auf dem Schlossgelände des vormaligen Château de Bagnolet. Die Einweihung fand am 7. Juli 1892 statt. Später wurde es durch das Vermächtnis Debrousse erweitert und der Neubau 1908 in Anwesenheit seiner Mutter als Hôpital Alquier-Debrousse eingeweiht. Heute steht hier ein Seniorenheim, das die Bezeichnung EHPAD Alquier-Debrousse trägt. Die Mutter von Debrousse hatte bereits die Geburtsklinik Hôpital Debrousse in Lyon begründet und vererbte später ebenfalls Geld an das Pariser Hôpital Alquier-Debrousse, darüber hinaus auch für das ebenfalls in Paris befindliche Hôpital Armand-Trousseau und für die Gründung eines Krankenhauses in La Teste-de-Buch. An die Stifter erinnert heute die Allée Alquier-Debrousse im 20. Arrondissement, in der sich auch das Seniorenheim EHPAD Alquier-Debrousse befindet.
Jean-Hubert Debrousse vermachte weiterhin dem Institut de France eine Million Franc, das damit insbesondere die Alliance française und die Arbeit von Pierre und Marie Curie  unterstützte, sowie mehrere Veröffentlichungen förderte, darunter die Fachzeitschrift Journal des sçavans. Neben diesen philanthropischen Vermächtnissen verfasste Debrousse auch ein Testament zugunsten seiner Mutter und ein weiteres zugunsten der ehemaligen Opernsängerin Pauline Guéymard-Lauters, die damit das Wohnrecht in einem Gebäude von Debrousse behielt.

## Auszeichnungen
- 1878 Ritter der Ehrenlegion[39]
- 1878 Offizier des Sterns von Rumänien[40]
- 1886 Kommandeur des Ordens der Krone von Italien[41]